# Kluczowe Zacięcie

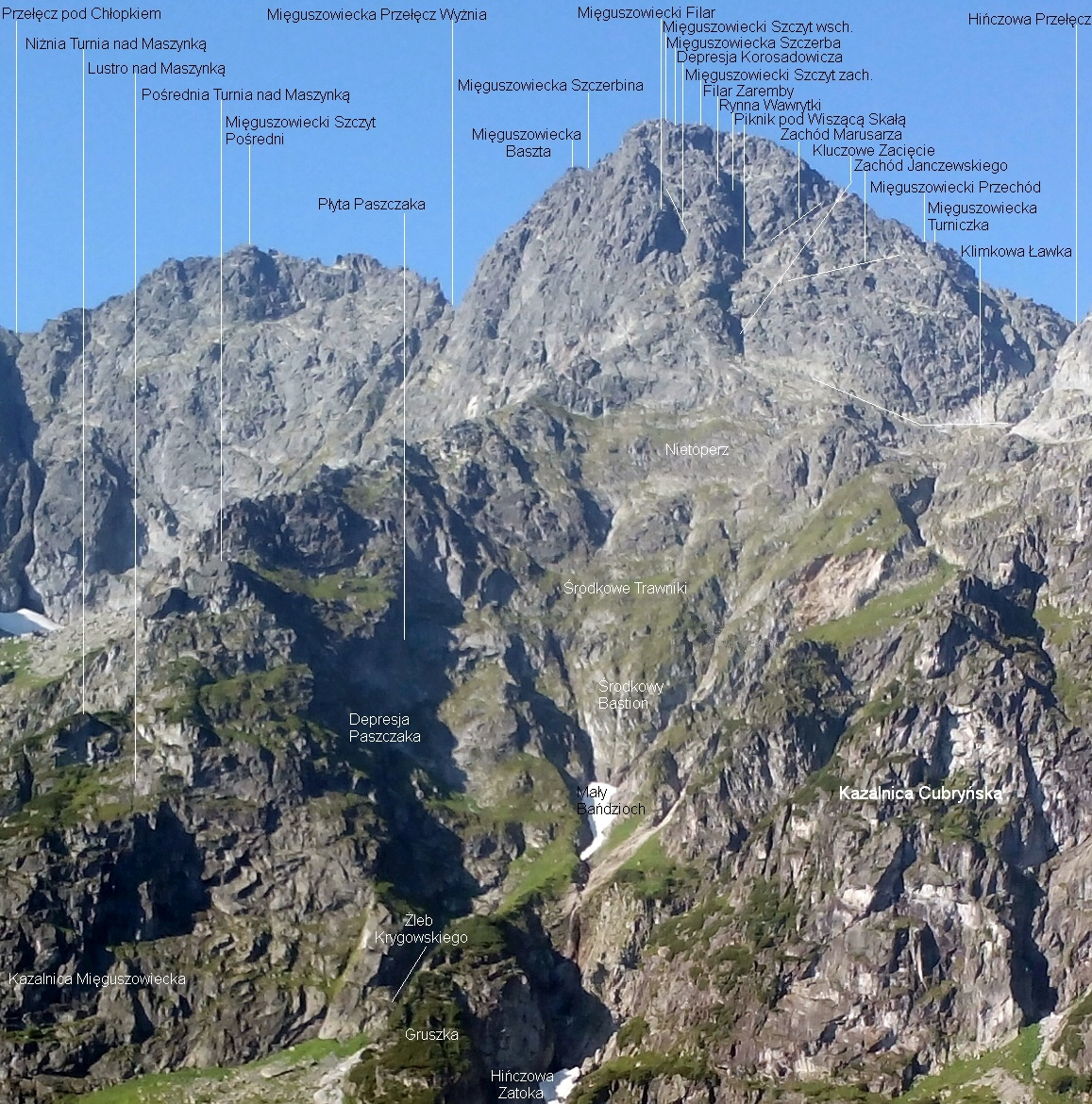
Formacje skalne na północnej ścianie Mięguszowieckiego Szczytu

Kluczowe Zacięcie – duże zacięcie na północnej ścianie Mięguszowieckiego Szczytu w polskich Tatrach Wysokich. Znajduje się w środkowej części ściany między Klimkową Ławką a Zachodem Janczewskiego. Zacięcie jest głębokie i ma wysokość około 40 m. Doprowadza do miejsca, w którym od Zachodu Janczewskiego odgałęzia się Zachód Marusarza.
Kluczowe Zacięcie jest fragmentem dużej depresji opadającej z Mięguszowieckiego Szczytu do prawej (patrząc od dołu) górnej części Małego Bańdziocha. Władysław Cywiński opisuje ją jako prawa depresja. Kolejno od góry do dołu są w niej: Rynna Wawrytki, Kluczowe Zacięcie, depresja nad Kominem Krygowskiego i Komin Krygowskiego. 
Kluczowym Zacięciem prowadzi droga wspinaczkowa Superdirettissima (od Wielkiego Piargu najkrótszą drogą na Mięguszowiecki Szczyt). Jej przejście to V, A0 skali tatrzańskiej, czas przejścia 8 godz. Pełne przejście tą drogą miało miejsce tylko zimą.

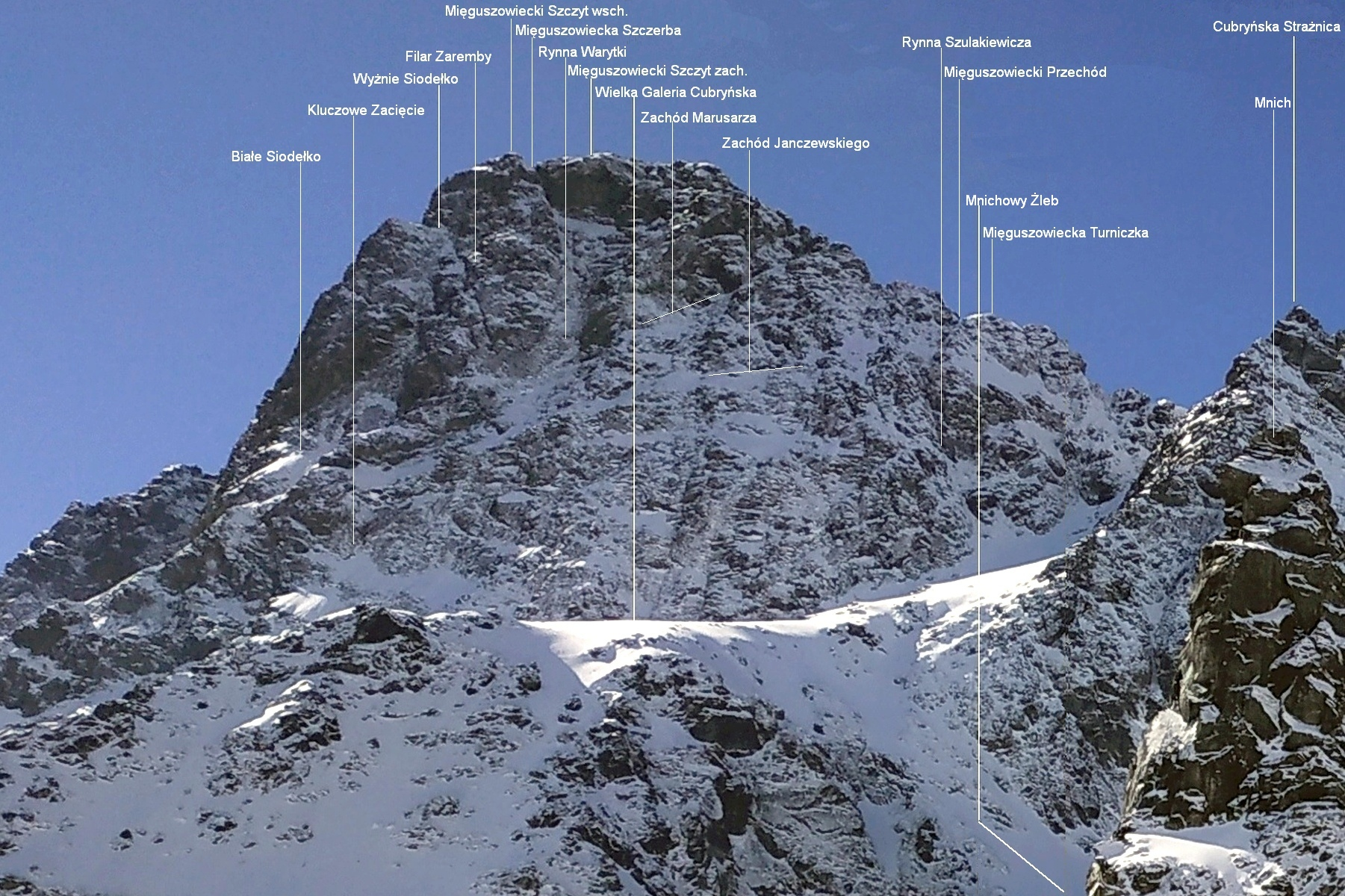